# Ormeniș
Ormeniș é uma comuna romena localizada no distrito de Brașov, na região histórica da Transilvânia. A comuna possui uma área de 47.97 km² e sua população era de 2065 habitantes segundo o censo de 2007.